# Boldklubben Mariendal
Boldklubben Mariendal var en dansk fodboldklub hjemmehørende på Finsensvej 1 på Frederiksberg. 

## Historie
Klubben blev grundlagt den 5. juli 1923, efter en stiftende generelforsamling der foregik ude på selve banen. I 1925 trådte en masse klubber ind i Københavns Boldspil Union, herunder også BK Mariendal. Klubben spiller sin første kamp under KBU den 20. september 1925, en kamp klubben taber 4-2 til Dragør Boldklub.
Efter flere år med snak om at trække sig fra KBU's rækker, trækker klubben endegyldigt sit sidste hold efter 1984-sæsonen.